# Hannesriedermühle
Hannesriedermühle ist ein Ort in der Gemeinde Tiefenbach im Oberpfälzer Landkreis Cham in Bayern.

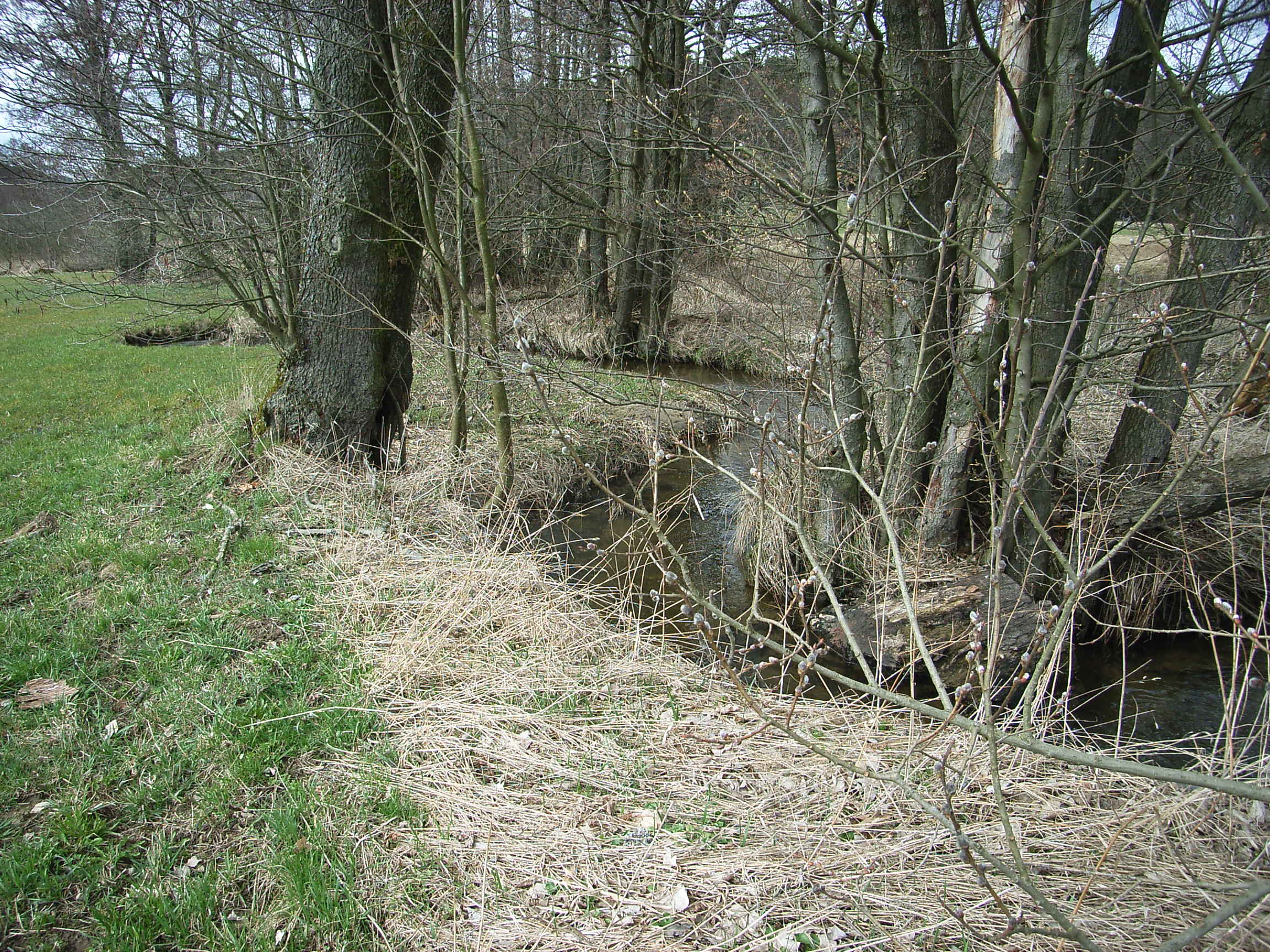
Markbach

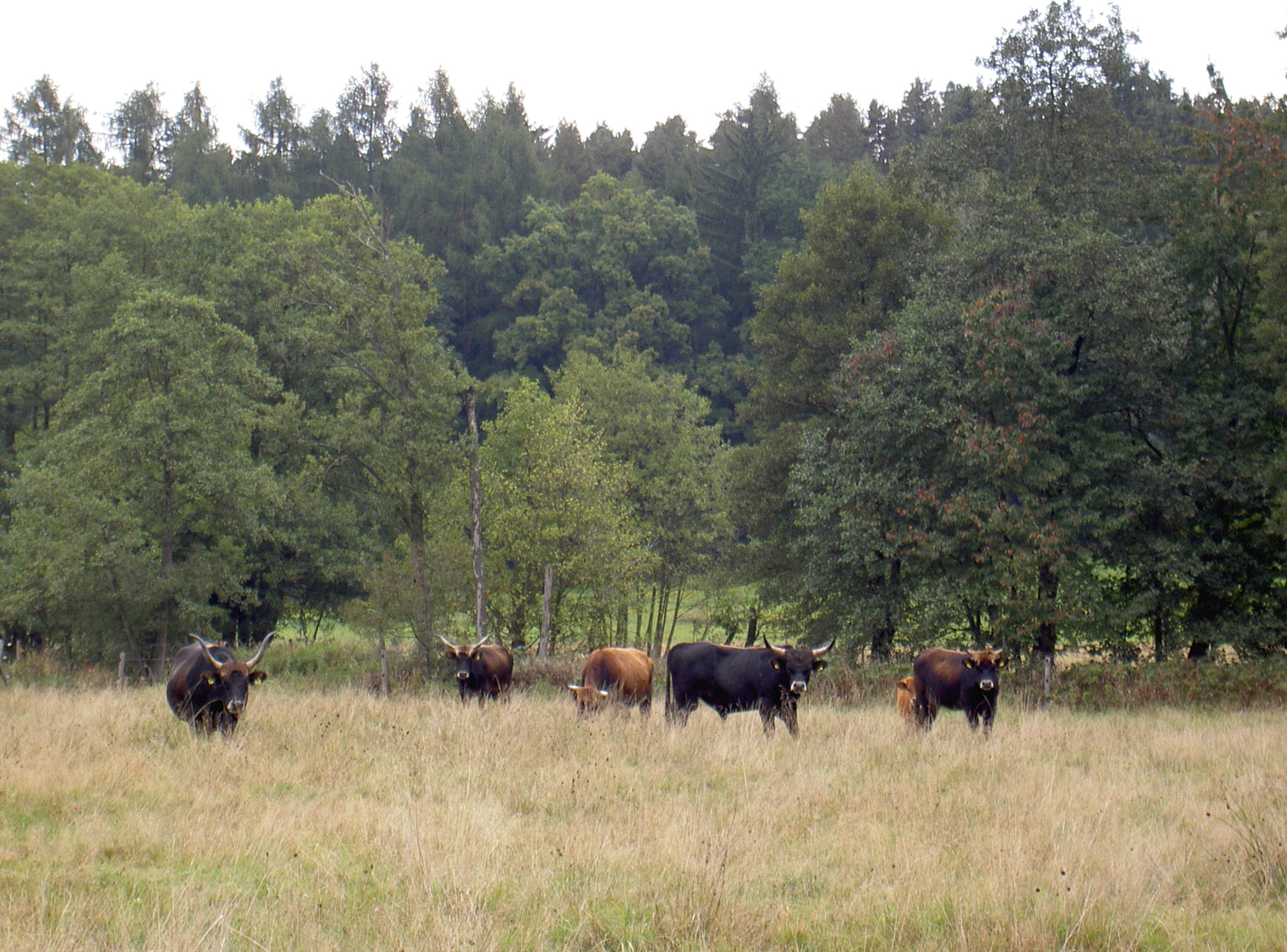
Heckrinder in der Markbachaue

## Geographische Lage
Der Weiler Hannesriedermühle liegt direkt an der Staatsstraße 2154 zwischen Schönau und Tiefenbach.
Hannesriedermühle liegt am Markbach, der etwa 4 km nordwestlich am Osthang des 890 m hohen Signalberges aus dem Markbrunnen entspringt und etwa 1,5 km südöstlich von Hannesriedermühle in die Bayerische Schwarzach mündet.

## Geschichte
Schon 1347 wurde eine Hannesmühle – auch Mühle zu Hannesried – erwähnt, die zur Herrschaft Winklarn gehörte.
1562 fiel sie an Endres von Murach.
1801 gehörte Hannesriedermühle zur Herrschaft Winklarn.
Im Bistumsmatrikel Regensburg von 1916 tauchte Hannesriedermühle nicht als eigenständiger Ortsteil auf, sondern wurde zu Hannesried gerechnet.
Zum 31. Dezember 1990 wurde Hannesriedermühle als eigenständiger Ortsteil mit 11 Einwohnern aufgeführt.

## Kultur und Sehenswürdigkeiten
Im Markbachtal wurde ein Naturschutzgebiet angelegt, in dem eine Herde Heckrinder weidet. Diese Tiere leisten durch ihre Fressgewohnheiten und ihren Tritt einen wertvollen Beitrag zum Erhalt der offenen Auenlandschaft und dem Anstieg der Artenvielfalt ebendieser.